# Fritz Koch-Gotha

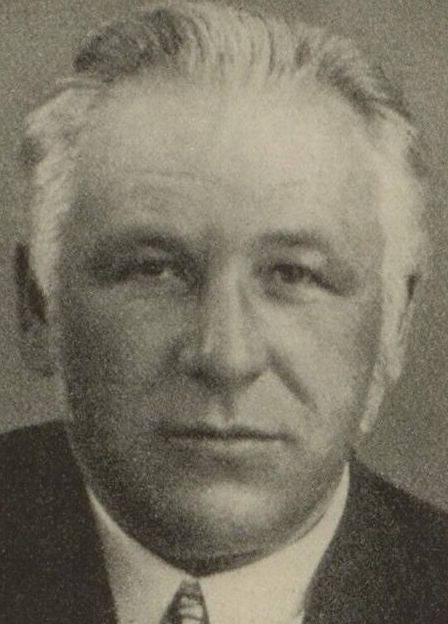
Fritz Koch-Gotha, um 1927

Fritz Koch-Gotha (* 5. Januar 1877 als Friedrich Robert William Koch in Eberstädt; † 16. Juni 1956 in Rostock) war ein deutscher Grafiker, Zeichner, Karikaturist, Illustrator und Schriftsteller.

## Leben
Friedrich „Fritz“ Koch wurde als Sohn des Reserveleutnants und Gutsinspektors William Koch und dessen Frau Emma, geb. Arnoldi, in Eberstädt bei Gotha geboren. 1880 zog die Familie nach Breslau, kehrte jedoch schon vier Jahre später nach Gotha zurück, wo Koch Grundschule und Gymnasium absolvierte. 1895 schloss er hier die kaufmännische Berufsschule ab. Da ihm die vom Vater gewünschte militärische Karriere durch einen Unfall (ein Sturz beim Turnen mit nachfolgender Schwerhörigkeit) verwehrt blieb, folgte er seinen künstlerischen Neigungen und studierte von 1895 bis 1899 an der Hochschule für Grafik und Buchkunst Leipzig und der Kunstakademie Karlsruhe Malerei.
Ab 1902 arbeitete er in Berlin als freischaffender Illustrator und Pressezeichner, 1904 übersiedelte er dauerhaft in die Reichshauptstadt, wo er ständiger Mitarbeiter der renommierten Berliner Illustrirten des Ullstein Verlages wurde. Zahlreiche seiner Werke erschienen auch in den Lustigen Blättern und Die Woche. In den Jahren vor dem Ersten Weltkrieg avancierte Koch zum beliebtesten Zeichner und Karikaturisten Deutschlands. 1908 und 1909 unternahm er Studienreisen nach Russland, Paris und in die Türkei, deren Eindrücke er in zahlreichen Skizzen festhielt.
Um sich von den zahlreichen Berliner Künstlern gleichen Namens abzuheben, fügte er in dieser Zeit seinem Nachnamen den Zusatz -Gotha bei, in Erinnerung an die Stadt, in der er den Großteil seiner Kindheit und Jugend verbracht hatte. Er selbst begründete diesen Schritt mit dem launigen Satz: „Es gibt viele Köche, aber nur einen Koch-Gotha!“ Etliche seiner Zeichnungen und Karikaturen, die Kleinstadtszenen zeigen, sind erkennbar von Motiven aus Gotha inspiriert und lassen sich zuweilen örtlich sehr genau zuordnen. 1917 gestaltete er für seine Heimatstadt auch einige Kriegs-Notgeldscheine.
1914 veröffentlichte der Ullstein-Verlag das Koch-Gotha-Album, das aufgrund seiner humoristischen Milieuschilderungen der wilhelminischen Epoche zeitgeschichtlichen Wert besitzt. Koch-Gothas bekanntestes Werk ist jedoch noch immer Die Häschenschule, eine Geschichte von Albert Sixtus, mit der 1924 seine Karriere als Kinderbuchautor und -illustrator begann. Der unbeschreibliche Erfolg dieses Bilderbuches, von dem  bereits ein Jahr später eine Ausgabe den Vermerk 60.–62. Auflage  – 243. Tausend trägt,  mag in der Parodie auf den damaligen Schulbetrieb und seiner Pädagogik liegen:

„Fritz Koch-Gotha verstand es, dem trivialen Sujet Schule, den konventionell erstarrten Darstellungsschemata der Fibeln […] über die zu erwartenden Szenen im Malen, Sport, der Musik und Pflanzenkunde hinaus eine unerwartete Wendung zu geben. Diese besteht in der überraschenden Andersartigkeit, anstelle von Kindern Hasen in einem kinderähnlichen Hasenmilieu darzustellen […] Noch im gleichen Jahr versucht der Illustrator […], den unerwartet hohen Erfolg durch […] weitere Hasengeschichten […] zu nutzen, ehe andere Illustratoren das Thema aufgreifen.“

Koch-Gotha war Mitglied des Verbands Berliner Pressezeichner, des Bunds deutscher Gebrauchsgrafiker, des Vereins Berliner Künstler und in der Zeit des Nationalsozialismus obligatorisch Mitglied der Reichskammer der bildenden Künste. 1933 beendete er seine Pressearbeit, nachdem die Nationalsozialisten ihn für ihre Propagandazwecke einspannen wollten. Einen Vertreter Goebbels’ fragte er seinerzeit: „Können Sie sich einen von Koch-Gotha gezeichneten SA-Mann vorstellen?“

1940 publizierte er das Bilderbuch Mit Säbel und Gewehr:

„Zur militaristischen Erziehung unter der Hakenkreuzfahne gehört ‚Mit Säbel und Gewehr‘ von Fritz Koch-Gotha (Stuttgart 1940). Ich erwähne es, weil es ausnahmsweise einmal von einer Könnerhand gezeichnet, voll Leben und Atmosphäre, witzig beobachtet und offensichtlich das Werk eines Sympathisanten ist, der es versteht, für die Sache, die er schildert, Begeisterung zu wecken. Aber es ist ein Bilderbuch vom Soldatenspiel. Es führt in die Knabenwelt und nicht in das Militär der Männer oder den Krieg der Soldaten […] Doch das Militär  zu zeigen, ist noch keine Propagierung nationalsozialistischer Ideologie. Es geschah und geschieht außerhalb des Nationalsozialismus.“

Koch-Gotha stand 1944 in der Gottbegnadeten-Liste des Reichsministeriums für Volksaufklärung und Propaganda. Nach der Zerstörung seiner Berliner Wohnung 1944, bei der fast sein gesamter Bestand an Zeichnungen verloren ging, übersiedelte Koch-Gotha mit seiner Frau Dora endgültig nach Althagen (heute ein Ortsteil von Ahrenshoop), wo das Ehepaar bereits seit 1927 ein Haus als Sommersitz besaß. Nach dem Krieg zeichnete er in der DDR unter anderem für die Satirezeitung Frischer Wind, den späteren Eulenspiegel.

## Ehrungen
- 1910 erhielt Koch-Gotha den Menzelpreis für seine künstlerischen Leistungen.
- Anlässlich seines 70. Geburtstages am 5. Januar 1947 wurde Koch-Gotha zum Ehrenbürger der Hansestadt Rostock ernannt[5] und eine Straße nach ihm als Koch-Gotha-Straße benannt.
- In Ribnitz-Damgarten und Karlsruhe gibt es jeweils einen Koch-Gotha-Platz.
- In Gotha erinnert eine Gedenktafel an seinem einstigen Wohnhaus in der Uelleber Straße 4 an den Zeichner.
- Koch-Gotha zählt zudem zu den 36 Verdienten Bürgern der Stadt Gotha.[6]
- Seit 2016 steht in Rostock vor dem Haus Koch-Gotha-Straße 10 eine vom Rostocker Bildhauer Wolfgang Friedrich gestaltete Bronzeskulptur nach Motiven der „Häschenschule“: Ein Hasenlehrer belehrt einen vor der Tafel stehenden Hasenschüler.[7]

## Rezeption
„Der Koch ist eine ulkige Nummer: er kann zeichnen wie Anton von Werner, glatt, richtig, photographisch richtig. Aber er bleibt nicht dabei wie der Stiefelmaler: er hat den Berliner Mittelstand ganz richtig gesehen und lacht. Eigentlich mehr mit ihm als über ihn, er hat kein hartes Herz, er freut sich nur, weil das alles so ulkig ist […] und dann hat er schon gesehen und gezeigt, wo diese Berliner von 1912 stehen, die ja so gerne noch von 1875 sein möchten. Er hat das Klischee scharf gesehen. Hier ist der Berliner in Reinkultur […] Allzu tief geht es nicht bei Koch. Durfte es vielleicht nicht gehen, weil eine vorsichtige Redaktion den gutmütigen Mann noch mehr dämpfte.“

Die pädagogische Botschaft der Häschenschule wird heute mitunter, ähnlich wie beispielsweise auch der Struwwelpeter, sehr kritisch gesehen:

„Und auch die Unterrichtsinhalte waren früher einfacher nachvollziehbar, so wie die Hasen mit Eier-Malen und Kohlgemüse-Ernten gut bedient waren […] der Traum von der ‚Häschenschule‘ ist fatal […], da helfen auch die schönen bunten Bilder nicht […] Wir nehmen es als das, was es ist: Trash! Vergesst die ‚Häschenschule‘ einfach!“

## Familie
Koch-Gotha war seit 1917 verheiratet mit der Zeichenlehrerin und Malerin Dora Koch-Stetter, die dem Malerkreis der Künstlerkolonie Ahrenshoop angehörte.  Ihre einzige Tochter Barbara wurde 1919 geboren. Diese war als Malerin und Keramikerin tätig und ab 1943 mit dem Maler, Grafiker und Keramiker Arnold Klünder verheiratet.

## Sonstiges

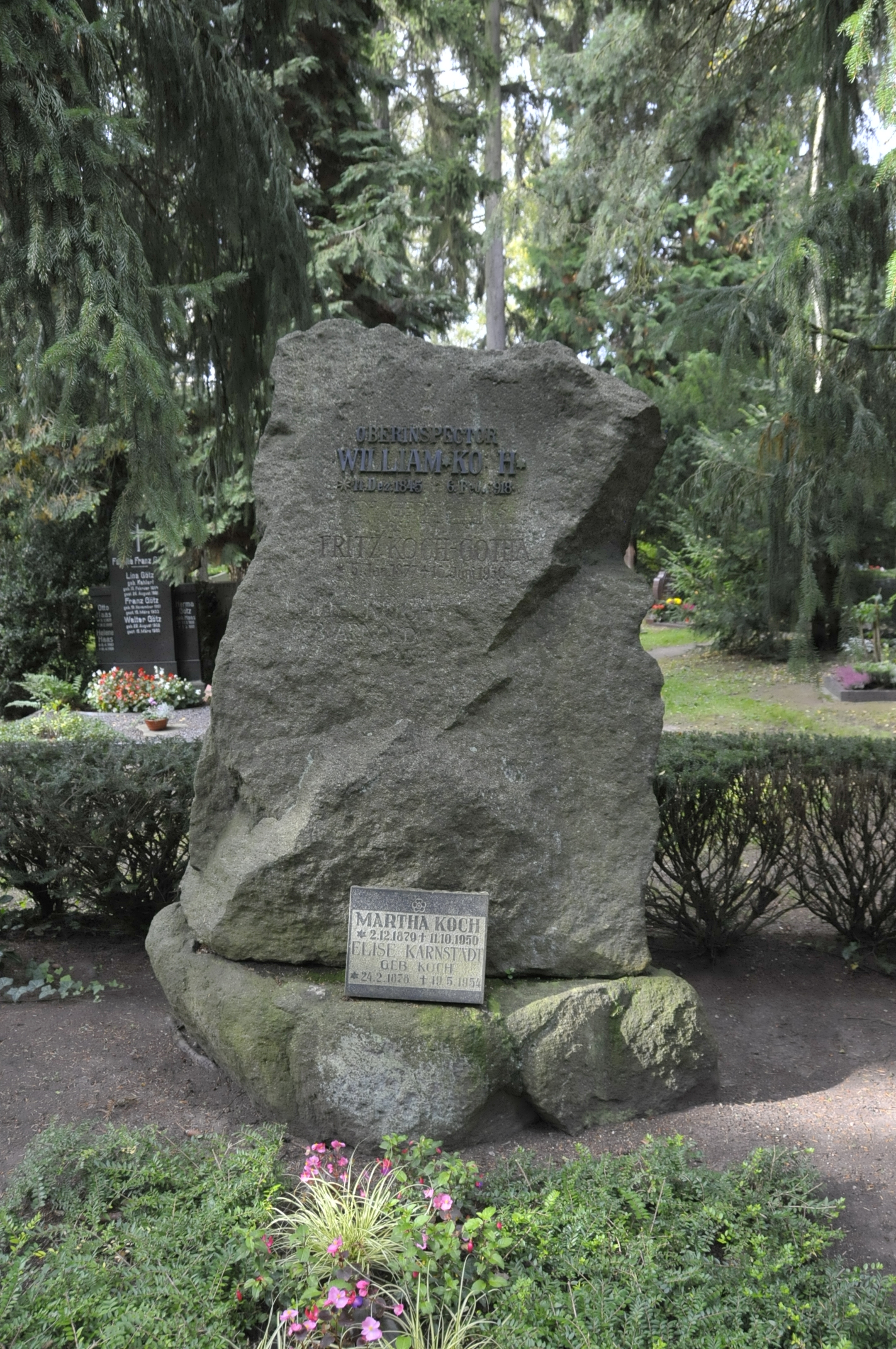
Grabstein von Koch-Gothas Vater William Koch

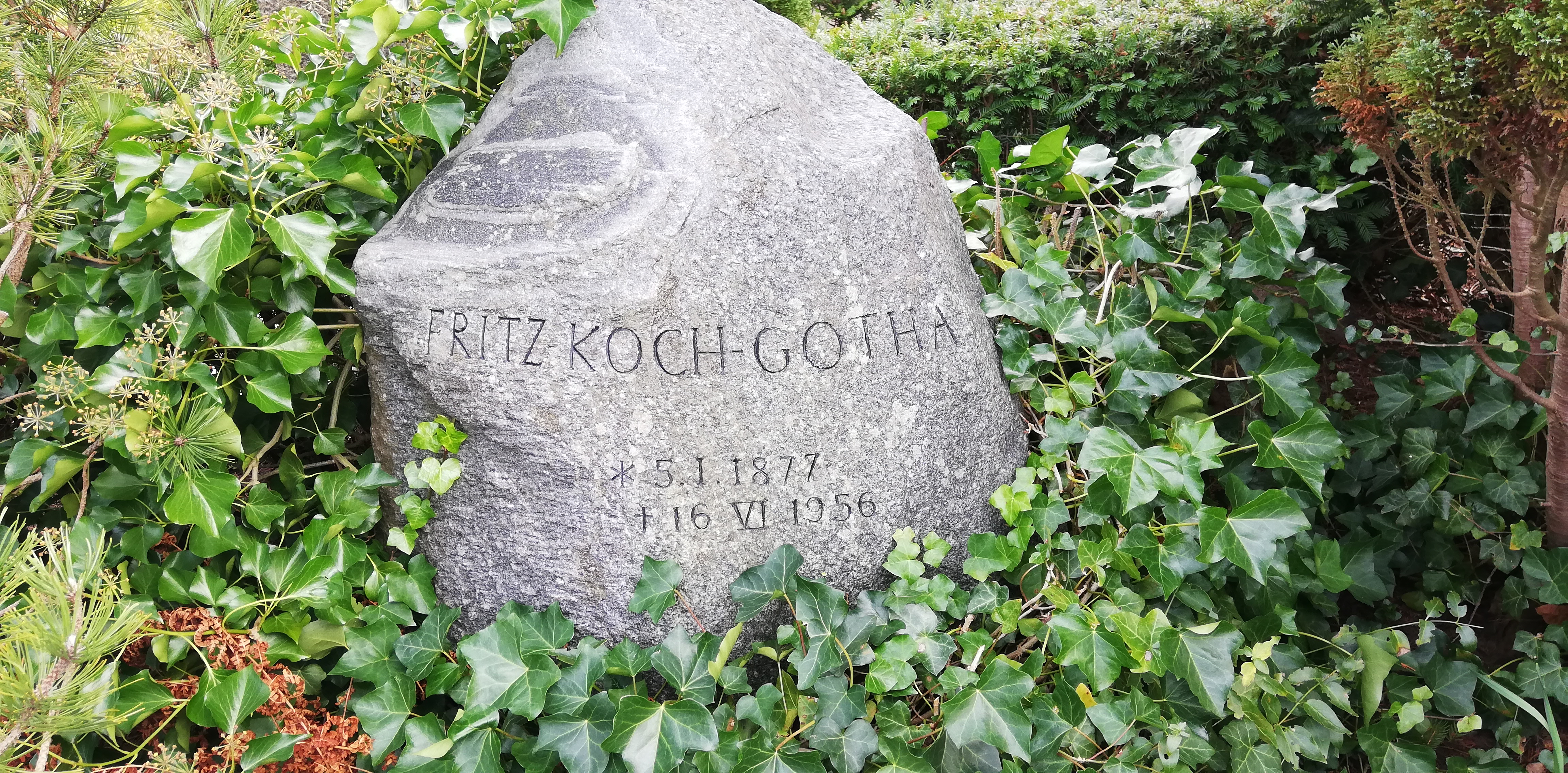
Grab auf dem Friedhof Wustrow

Auf dem Hauptfriedhof Gotha befindet sich bis heute das Grab von Koch-Gothas Vater William Koch (1845–1918), das von einem großen, naturbelassenen Steinblock geziert wird. Da unter William Kochs Namen und Lebensdaten zum Gedenken auch Name und Lebensdaten seines Sohnes eingemeißelt wurden, wird fälschlicherweise oft angenommen, dass der Maler ebenfalls hier begraben liege. Tatsächlich fand Koch-Gotha jedoch auf dem Friedhof des Ostseebads Wustrow auf dem Fischland seine letzte Ruhestätte.

## Publikationen (Auswahl)
- Illustrationen zu J. Swift: Gulliver in Liliput (Text: Otto Ernst), Ullstein, Berlin 1912.
- Die Häschenschule. (Text: Albert Sixtus). Alfred Hahn’s Verlag, Leipzig 1924. Neuauflage: Esslinger-Esslinger, Stuttgart 2009, ISBN 978-3-480-40008-9.
- Alle meine Häschen – Ein lustiges Hasenbilderbuch. Alfred Hahn’s Verlag, Leipzig 1928. Neuauflage: Thienemann-Esslinger, Stuttgart 1986, ISBN 3-87286-051-8.
- Hoppla – wir kommen!: Ein lustiges Teddy-Buch (Autor: Walter Andreas). Alfred Hahn’s Verlag, Leipzig 1931. Neuauflage: Alfred Hahn’s Verlag, Hamburg 2000, ISBN 3-87286-139-5.
- „Waldi“: Ein lustiges Dackelbuch (Autor: Walter Andreas). Middelhauve, Opladen 1949. Neuauflage: Thienemann-Esslinger, Stuttgart 2013, ISBN 978-3-480-40055-3.
- Das Hühnchen „Sabinchen“ (Autorin: Marianne Speisebecher). Alfred Hahn’s Verlag, Leipzig 1940. Neuauflage: Thienemann-Esslinger, Stuttgart 2011, ISBN 978-3-480-40023-2.
- Fix und Fax: Eine lustige Mäusegeschichte (Autor: Walter Andreas). Alfred Hahn’s Verlag, Leipzig 1935. Neuauflage: Thienemann-Esslinger, Stuttgart 1979, ISBN 3-87286-030-5.
- Koch-Gotha-Album (Autor: Georg Hermann u. a.). Ullstein & Eysler, Berlin 1914
- Das Schildbürgerbuch von 1598 (Autorin: Ruth Kraft). Hinstorff Verlag, Rostock 1954. Neuauflage: Torgauer Verl.-Ges., Torgau 2004, ISBN 3-930199-10-6.
- Die Bremer Stadtmusikanten: Ein altes dt. Märchen (Bilder von Wilhelm M. Busch). Hahn’s Verlag, Hamburg 1950. Neuauflage: Hahn, Hamburg 1982, ISBN 3-87286-036-4.
- Liederbuch der Luftwaffe. Klavierausgabe. Vieweg, Berlin 1940.
- Mit Säbel und Gewehr (Autor: Richard Fietsch). Loewe, Stuttgart 1940.
- Das Fischland: Ein Heimatbuch (Autorin: Käthe Miethe). Hinstorff, Rostock 1949. Neuauflage: Das Fischland. Hinstorff, Rostock 2015, ISBN 978-3-356-00635-3.

## Ausstellungen (unvollständig)

### Einzelausstellungen
- 1937: Gotha, Kunsthalle (zum 60. Geburtstag)
- 1957: Schwerin, Staatliches Museum Schwerin (Gedächtnisausstellung)
- 1977: Rostock, Kunsthalle Rostock
- 2024: Ohren gespitzt! 100 Jahre Häschenschule, Bilderbuchmuseum, Troisdorf

### Ausstellungsbeteiligungen
- 1941: Berlin, Haus der Kunst „Die Pressezeichnung im Kriege“
- 1945: Schwerin, Landesmuseum („Jahresschau 1945 der Kunstschaffenden aus Mecklenburg-Vorpommern“)[12]
- 1946: Dresden, Allgemeine Deutsche Kunstausstellung
- 1953: Dresden, Dritte Deutsche Kunstausstellung
- 1954: Leipzig, Bezirkskunstausstellung